# Daniel Desmedt
Pour les articles homonymes, voir Desmedt.
Daniel Desmedt (ou De Smedt, né le 13 août 1957 à Uccle, Bruxelles) est un psychiatre et photographe belge qui vit à Bruxelles.

## Biographie

### Carrière de photographe
Daniel Desmedt raconte dans Le Dernier Carré, monographie qui lui est consacrée, parue aux éditions ARP 2 et Contretype en 2009 : « J'ai découvert la photographie à l’âge de 5 ans. Mon père avait ramené des États-Unis un Polaroid que, très vite, j'ai eu le droit d’utiliser. Je me suis amusé à explorer les possibilités de la photo. À 8 ans, j'ai reçu mes premiers appareils, un Polaroid et un Kodak. À 12 ans, je tirais mes photos dans le laboratoire de mon père. Mes premiers développements, je les ai faits dans le laboratoire de mon athénée (lycée) ». 

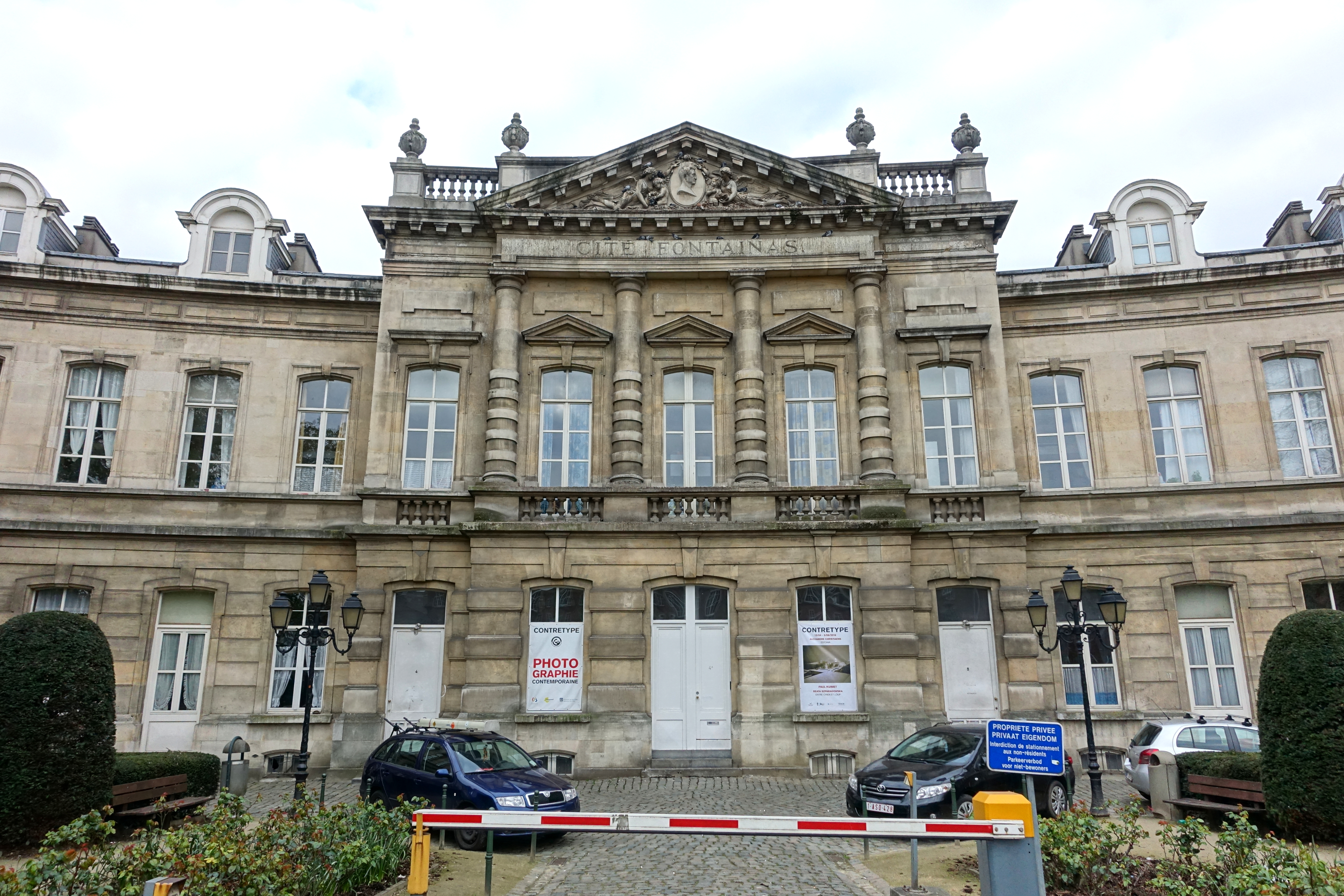
La cité Fontainas (Bruxelles), qui abrite les locaux de Contretype

En 1985, il fait un stage chez Jean-Louis Godefroid, fondateur et directeur de Contretype (Centre pour la photographie contemporaine à Bruxelles). Ce sera sa seule formation en photo proprement dite. Ses connaissances seront acquises dans les livres, les rencontres, et surtout le résultat de beaucoup de travail personnel. Jean-Louis Godefroid, qui deviendra un ami, sera présent dans cette démarche.
Daniel Desmedt aime la photographie argentique et toutes ses contraintes. À ses yeux, l’attente ou la limite du nombre de photos que l’argentique impose sont des contraintes créatives. Il travaille depuis 2012 en grand format.
Il expose ses photographies depuis 1987. Trois thèmes traversent son œuvre : « les paysages », « les portraits et autoportraits » ainsi que « les traces des personnes » dans les paysages ou à travers les objets qu’elles laissent.

### Carrière de psychiatre

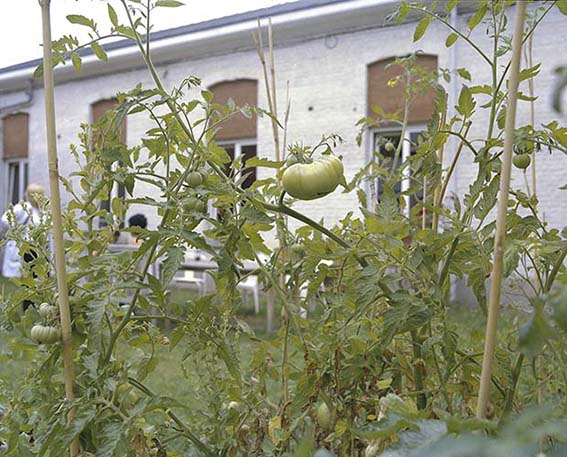
Le potager du service de psychiatrie des Hôpitaux Iris Sud

Daniel Desmedt a fait ses études de médecine à l'ULB. Dans un premier temps, il envisage une carrière de chercheur en biochimie, puis il se spécialise en psychiatrie.
Depuis 2001, Daniel Desmedt dirige le service de psychiatrie des Hôpitaux Iris Sud . Il y promeut une vision humaniste en faveur d'un hôpital public ancré dans la cité,. Par exemple, dans le potager thérapeutique de l’unité de psychiatrie de l'hôpital Molière (HIS), les patients pratiquent le jardinage biologique. Auprès des ruches de l’hôpital, les patients découvrent les abeilles et leur mode de vie. Ils peuvent ainsi expérimenter des peurs et des sensations et en parler.
C’est à travers la vie psychique qu’il aborde son travail. Il ne s’agit pas de supprimer les symptômes, mais d’aider les personnes à vivre mieux ce qu’elles sont. Il s’intéresse à la mélancolie.

## Œuvres photographiques

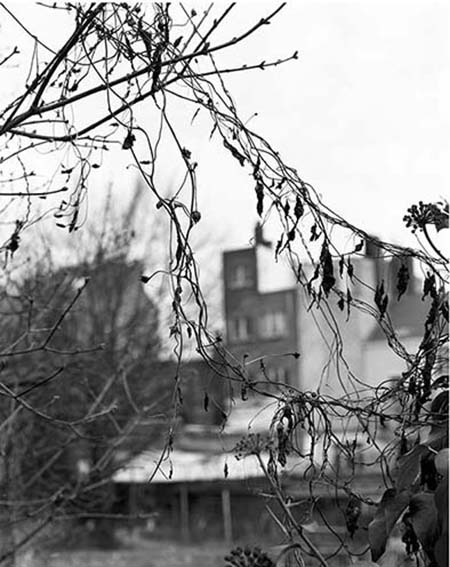
Daniel Desmedt - série Carré Tillens

Daniel Desmedt a beaucoup travaillé avec l'association Contretype (Centre pour la photographie contemporaine à Bruxelles) qui organise des expositions, et édite, entre autres, des catalogues. Il y a exposé régulièrement de 1995 à 2015.
En 1989, il a aussi exposé au musée de la photographie à Charleroi, au Grand Hornu (actuel MAC's) (1995), à Atelier 340 (2016) et dans d'autres espaces. Il a exposé en Belgique et dans d'autres pays (1994, 1997) dont la France (1994, 2010).

### Expositions individuelles
- 1989 : Terre ! terre ?, Galerie Triglyphe, Bruxelles [17].
- 1997 : Un Monde Fragile, dans les jardins du Carré Tillens[18], Bruxelles[19].
- 2002 : Temps, Contretype, 2002[1].
- 2009 : Le dernier Carré, Contretype, 2009[1],[2],[20],[21],[13].

### Expositions collectives
- 1987 : Exposition des lauréats du prix : Photographie et patrimoine, organisé par l'ASBL des amis de L’UNESCO, à la galerie bruxelloise Triglyphe[17],[22].
- 1988 : Agriculture, ou l'histoire photographiée des gens de la terre Maison de la Culture de Namur[1],[17].
- 1989 : Huitième Prix Photographie ouverte, au Musée de la Photographie de Charleroi[1],[17].
- 1990 : Le paysage, un patrimoine, Namur[17].Daniel Desmedt - série Carré Tillens

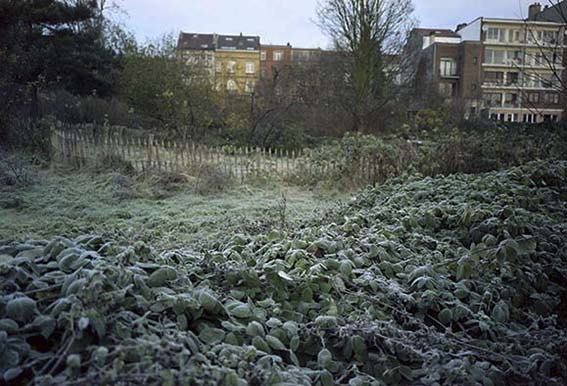
Daniel Desmedt - série Carré Tillens

- 1991 : Photobiographie. Deuil et mémoire, à la Maison de la Culture de Namur[1].
- 1991 : 04°-50° La Mission Photographique à Bruxelles à l’Espace Photographique Contretype à Bruxelles[23]. Exposition également présentée à Dalhousie, Québec, Coimbra et Braga (Portugal), Salamanque et Saint-Jacques de Compostelle (Espagne), Edimbourgh (Royaume-Uni).
- 1994 : Ville en éclats, au Centre Wallonie-Bruxelles à Paris (France)[24].
- 1995 : L’autre voie, Regards de 22 artistes contemporains sur le train , au Grand Hornu (actuel MAC's)[1].
- 1995 : Bruxelles Visions Panoramiques à la galerie Polaris à Bruxelles[1].
- 1997 : Regardez la ville : la ville se dévoile, première biennale de la photographie et des arts visuels de Liège (Belgique)[25].
- 1997 : Trois fois 3 paysages : L'année photographique à Québec : Récits géographiques, fictions urbaines, paysages inventés., Anon. Québec, Canada[26].
- 2000 : Bruxelles à l’infini, Anciennes Glacières de Saint-Gilles, organisé par Contretype, dans le cadre de Bruxelles 2000[1],[27].Daniel Desmedt - série +rien, Les peignes de Lisa

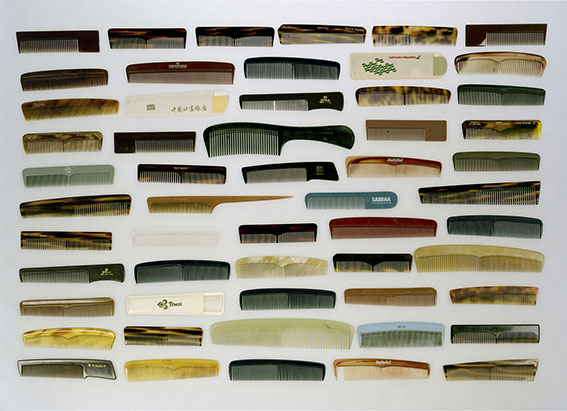
Daniel Desmedt - série +rien, Les peignes de Lisa

- 2001 : Atmosphères, au Musée Ianchelevici de La Louvière[1],[28].
- 2006 : À l’image de rien, les 25 ans de Contretype[1].
- 2007 : Le Jardin des résistances, Contretype[29].
- 2010 : Urbi & orbi, biennale de la photographie et de la ville, ville de Sedan (France)[30].
- 2010 : Miroir de l'intime, Contretype[13],[31].
- 2014 : Bruxelles à l’infini, photographe en résidences, organisé par Contretype, la Centrale[32].
- 2015 : +rien, dans Archéologie subjective , avec Lewis Koch et Jacques Vilet, chez Contretype[33],[34].
- 2016 : Les peignes, Atelier 340[35].

### Collections
On trouve des œuvres de Daniel Desmedt chez Contretype et dans les collections du musée de la photographie à Charleroi.

## Publications et conférences
De la biologie à l'éthique, les publications médicales et psychiatriques montrent l'évolution des centres d'intérêt de Daniel Desmedt. On observe un tournant en 1985, date à laquelle il abandonne la recherche scientifique pour se tourner vers l'art et la psychiatrie.

### Publications en recherche médicale
- (en) Daniel Henri Desmedt, R. Pochet et JE Dumont, « Evidence for different modes of activation of thyroid adenylate cyclase », Archives internationales de physiologie et de biochimie,‎ avril 1976 (PMID 71057)[b]Daniel Desmedt - série +rien

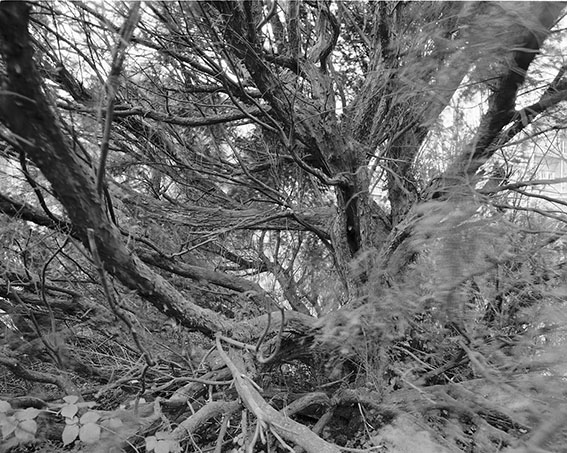
Daniel Desmedt - série +rien

- (en) Daniel Desmedt, « Catecholamine action on thyroid adenylate cyclase: evidence for inhibitory alpha-adrenoreceptors », Biochemical pharmacology,‎ novembre 1980, p. 199-206 (PMID 6249327)
- (en) D. Egrise, Daniel Desmedt, A. Schoutens et J. Mendlewicz, « Circannual variations in the density of tritiated imipramine binding sites on blood platelets in man », Neuropsychobiology,‎ octobre 1983 (PMID 6325993)
- (en) P. Linkowski, Daniel Desmedt, G. Hoffmann, M. Kerkhofs et J. Mendlewicz, « Sleep and neuroendocrine disturbances in catatonia. A case report », Journal of affective disorders,‎ août 1984 (PMID 6206103)
- (en) J. Mendlewicz, P. Linkowski, M. Kerkhofs, Daniel Desmedt, J. Golstein, G. Copinschi et E. Van Cauter, « Diurnal hypersecretion of growth hormone in depression », The Journal of clinical endocrinology and metabolism,‎ mars 1985 (PMID 4038712)
- (en) Seeldrayers P, D. Messina, Daniel Desmedt, O. Dalesio et J. Hildebrand, « CSF levels of neurotransmitters in Alzheimer-type dementia. Effects of ergoloid mesylate », Acta Neurol Scand,‎ mai 1985 (PMID 2409733)
- (en) P. Linkowski, E. Van Cauter, R. Leclercq, Daniel Desmedt, M. Brasseur, J. Golstein, G. Copinschi et J. Mendlewicz, « ACTH, cortisol and growth hormone 24-hour profiles in major depressive illness », Acta psychiatrica Belgica,‎ septembre 1985 (PMID 3004110)
- (en) Hoffmann, P. Linkowski, M. Kerkhofs, Daniel Desmedt et J. Mendlewicz, « Effects of ECT on sleep and CSF biogenic amines in affective illness », Psychiatry research,‎ novembre 1985, p. 199-206 (PMID 2418453)

### Publications psychiatriques
C'est dans les conférences et les écrits que l'on perçoit le mieux comment la photographie et la psychiatrie se fécondent l'une l'autre chez Daniel Desmedt. Des titres comme L’inconscient du photographe ou  La photographie, donner du corps au regard en témoignent.
- 1989 : Daniel Desmedt, L’inconscient du photographe, Catalogue à l’occasion du 21e anniversaire du Centre de Guidance d’Ixelles) dans le catalogue Le printemps déchaîné[17].Daniel Desmedt - série +rien

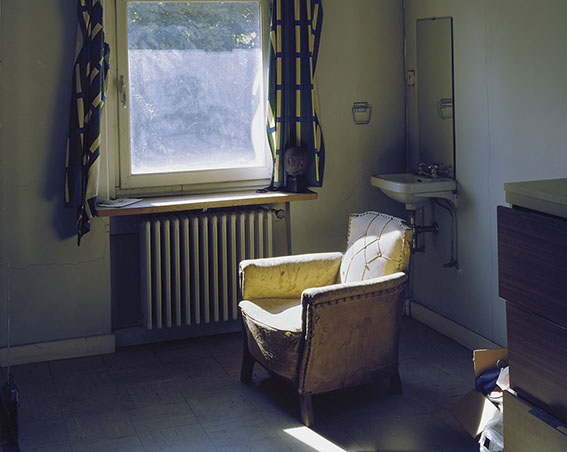
Daniel Desmedt - série +rien

- 1994 : Guy Benoît (dir.), I. Brandon (dir.), J. Gillardin (dir.) et Daniel Desmedt, « Un langage à inventer entre le droit et la psychiatrie », dans Malades mentaux et incapables majeurs : émergence d’un nouveau statut civil, FUSL, PDF (ISBN 2-8028-0096-5)[8].
- 2000 : Daniel Desmedt, « La photographie, donner du corps au regard », Le Bulletin Freudien, nos 35-36,‎ septembre 2000, p. 95-123 (lire en ligne [PDF])[37].
- 2001 : Desmedt Daniel, « Manger n’est pas synonyme de plaisir », La Libre Belgique,‎ 6 août 2001 (ISSN 1379-6992, lire en ligne).
- 2016 : Daniel Desmedt, La psychiatrie actuelle : une éthique du temps, Ethica clinica,  (ISSN 1372-7974)[38].

### Publications photographiques
Daniel Desmedt a été publié comme artiste photographe par différentes institutions artistiques et éditeurs :
- 1987 : Jeanne Vercheval-Bervoot (dir.), Agriculture ou l’histoire photographiée des gens de la terre, Édition archives de Wallonie (ISBN 978-2-87206-003-0 et 2-87206-003-0), p. 37-41[1]
- 1989 : 8, Prix photographie ouverte, Musée de la Photographie de Charleroi, 1989, 68 p. (ISBN 978-2-87183-007-8 et 2-87183-007-X), p. 25-26[6]Daniel Desmedt - série Carré Tillens

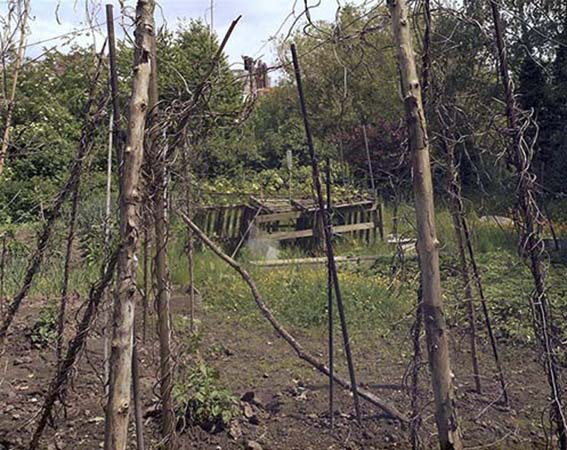
Daniel Desmedt - série Carré Tillens

- 1991 : (en + fr + nl) Jacques Vilet, Gilbert Fastenaekens, Christian Meynen, Daniel Desmedt et Marc Deneyer, 04°50°. La Mission photographique à Bruxelles, co-édition Contretype (ISBN 978-2-87317-089-9 et 2-87317-089-1), p. 100-119 [1],[39]
- 1994 : Daniel Desmedt, Jean-Paul Brohez et Jacques Vilet, Ville en éclats, Centre Wallonie-Bruxelles et Contretype, Édition Contretype, p. 10-11[24]
- 1995 : Gérard Mans (dir.), Train et création, Peuple et culture en Wallonie et à Bruxelles, « L’autre voie », p. 20-21[1]
- 1997 : Daniel Desmedt, Temps (carte postale), Atelier 340[40]
- 1998 : Daniel Desmedt, Un souffle d’air et de lumière. À propos des photos d’André Jasinski[41]
- 2000 : Éric Clemens (dir.), Daniel Desmedt et Chantal Maes, Le labyrinthe des apparences : et si les apparences n’étaient pas trompeuses, Bruxelles, Revue de l'Université de Bruxelles, 2000, 273 p. (ISBN 978-2-87027-815-4 et 2-87027-815-2, lire en ligne)
- 2001 : Daniel Desmedt, Paysages domestiques, écrit sur le travail de Jacques Vilet
- 2009 : Daniel Desmedt, Le dernier carré : photographies 1994-2010, Bruxelles/le Kremlin-Bicêtre, Éditions ARP 2 et Contretype (ISBN 978-2-930115-14-6)[2], avec une interview par Jean-Louis Godefroid.
- 2010 : Anne Wauters (dir.), Urbi & orbi, biennale de la photographie et de la ville, ville de Sedan (France), Catalogue Édition No 5, p. 28-29Daniel Desmedt - série Temps

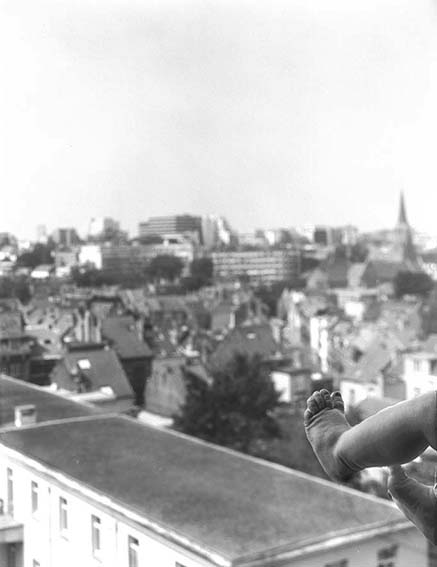
Daniel Desmedt - série Temps

- 2013 : Daniel Desmedt, « Liaison », Revue interculturelle d’art et de littérature, no 32,‎ 2013-2014, p. 45-47 (ISSN 0771-498x)
- 2014 : Danielle Leenaerts et Emmanuel d'Autreppe, Bruxelles à l’infini, photographes en résidences, Bruxelles, Co-édition CFC / Contretype / ARP2, 207 p. (ISBN 978-2-87572-008-5), p. 130-139[32]
- 2015 : « (Une photo de la série "La maison") », L'art même (chronique des arts plastiques de la fédération Wallonie-Bruxelles), no 65,‎ 2015
- 2016 : Daniel Desmedt, Les peignes de Lisa (carte postale), Atelier 340[42]

### Conférences
C'est dans les conférences et les écrits que l'on perçoit le mieux comment la photographie et la psychiatrie se fécondent l'une l'autre chez Daniel Desmedt. Des titres comme L’inconscient du photographe (écrit) ou La photographie à corps perdu (conférence) en témoignent.
- 1996 : Daniel Desmedt, La photographie à corps perdu, conférence présentée au Colloque international Le Corps et l’écriture aux Cliniques Universitaires de Bruxelles-Erasme[1].
- 1998 : Daniel Desmedt, L’art, la ville, la nécessité, conférence pour la Ligue des droits de l’homme, Bruxelles [1];
- 1999 : Daniel Desmedt, Dans un basculement de miroir, une brève apparition du corps : la photographie, conférence présentée dans le cadre des Séminaires de psychosomatique, Cliniques Universitaires de Bruxelles-Erasme[1] ;
- 2010 :  Daniel Desmedt, Voyages au bord de la mort, alpinisme, apnée et soins palliatifs, Séminaire de psychiatrie de HIS[43]
- 2014 : Daniel Desmedt, Une passion intraitable, Steve Jobs ou l’éloge de la manie, Séminaire de psychiatrie de HIS[44]

### Organisation d’événement
- 1989 : Vingt et Unième Anniversaire du Centre de Guidance d’Ixelles[17]Daniel Desmedt - série Temps

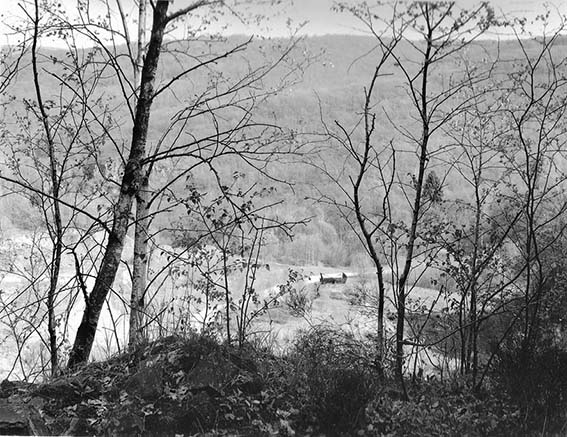
Daniel Desmedt - série Temps

  - Journée d’étude, exposition au Musée d’Ixelles (Sept photographes affolants) et rencontre[17]
  - Conception et réalisation du catalogue Le printemps déchaîné[17]
  - Daniel Desmedt, L’inconscient du photographe dans le catalogue Le printemps déchaîné[17]

## Prix et Récompenses
- Daniel Desmedt, « Prix des amis de l'UNESCO », Photographie et patrimoine, Nouvelles du Patrimoine, no 16, 1987[22].
- Daniel Desmedt sélectionné en 1989 au « Prix photographie ouverte » du Musée de la Photographie de Charleroi, pour deux autoportraits dans le catalogue[6].

## Sources

### Critiques photographiques
- 1994 : Jean-Marie Wynants, « Ville et photographie en éclat », Le soir,‎ 28 décembre 1994 (lire en ligne)[24].Daniel Desmedt - série +rien

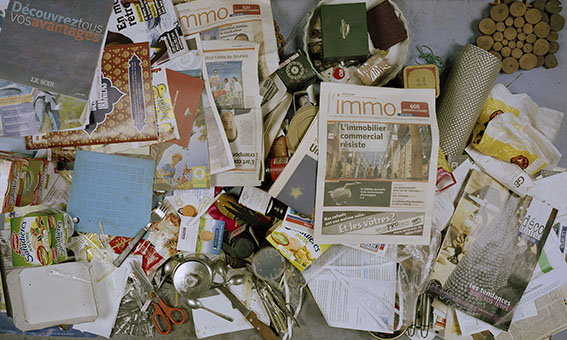
Daniel Desmedt - série +rien

- 2007 : Jean-Marc Bodson, « Le jardin des résistances », La Libre Belgique,‎ 2007 (lire en ligne)[29].
- 2010 : Jean-Marc Bodson, « C’était un petit jardin », La Libre Belgique,‎ 26 mai 2010 (lire en ligne)[20].
- 2010 : Y. D., « Un gardien capture le Dernier Carré », La Libre Belgique,‎ 2010 (lire en ligne)[21].
- 2011 : Jean-Marc Bodson, « Miroirs de l’intime », La Libre Belgique,‎ 30 mars 2011 (lire en ligne).
- 2011 : « A Bruxelles », Réponse photo,‎ février 2011, p. 21.
- 2000 : Jean-Marie Wynant, « Photographie, Bruxelles à l’infini », La Libre Belgique,‎ 24 juin 2015 (lire en ligne)[27].
- 2015 : Jean-Marc Bodson, « Faire voir plutôt que montrer », La Libre Belgique,‎ 24 juin 2015 (lire en ligne)[33].

### Critiques psychiatriques

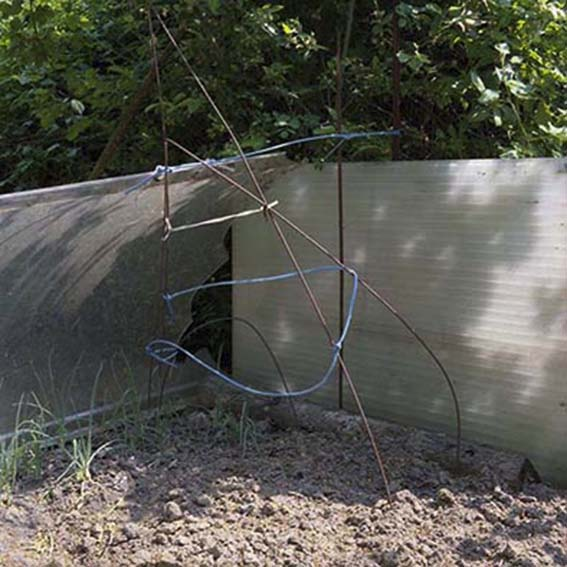
Daniel Desmedt - Carré Tillens

- 2015 : Laetitia Theunis, « Des abeilles pour soigner les hommes », lesoir.be,‎ 9 août 2015 (lire en ligne)[11].
- 2015 : Bruno Harmant, « Des abeilles thérapeutes à l’hôpital Molière Longchamp », lesoir.be,‎ 9 août 2015 (lire en ligne).
- 2015 : « Un potager thérapeutique », Journal du Médecin,‎ 7 octobre 2016 (ISSN 1784-8679).